# بسودنك (كورنوال)
بسودنك (بالإنجليزية: Boswednack)‏ هي قرية تقع في المملكة المتحدة في كورنوال.